# Lacanobia genistae
Lacanobia genistae là một loài bướm đêm trong họ Noctuidae.